# Frans van Daele

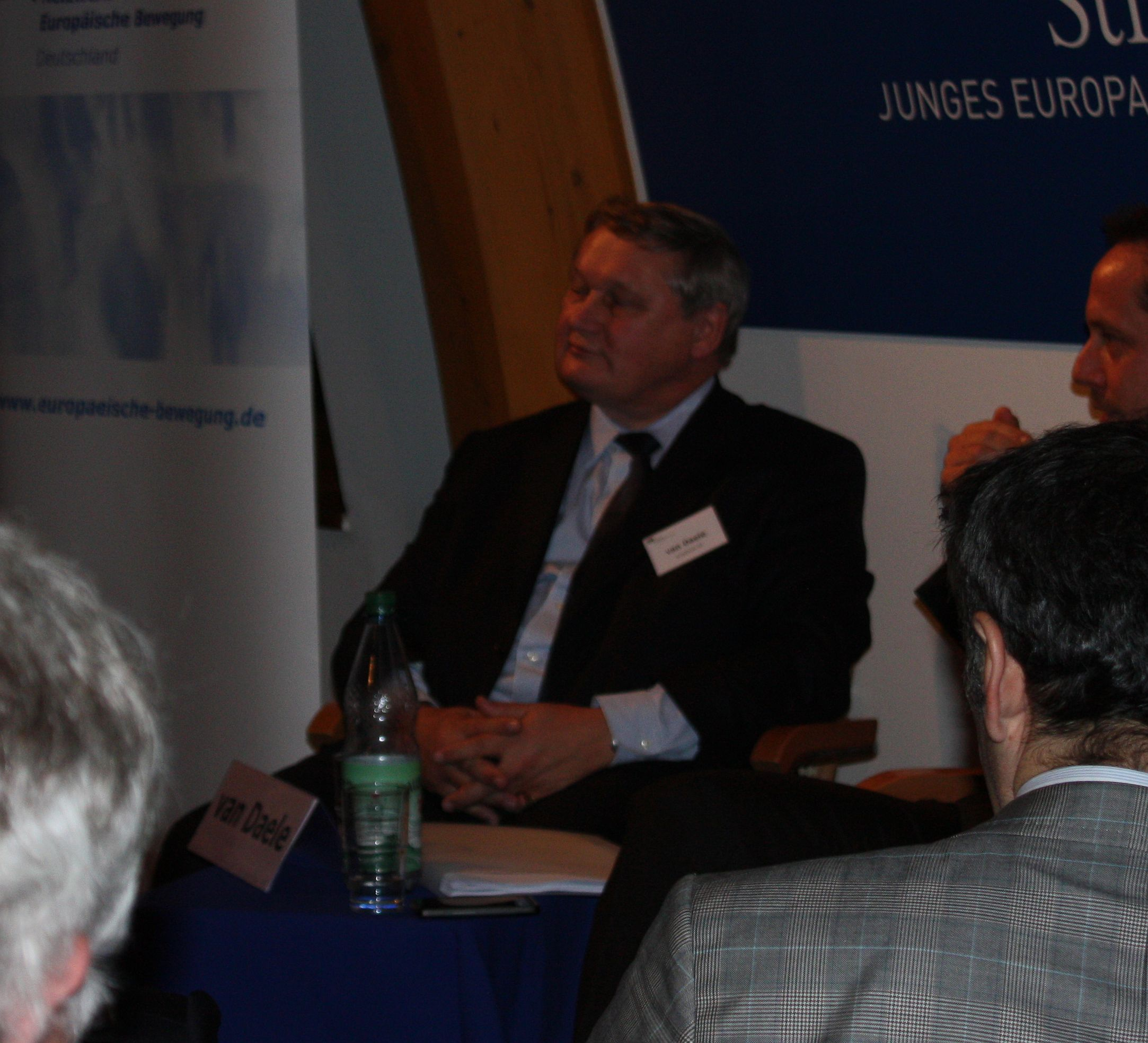
Frans van Daele in 2010.

Franciskus Romanus Rumoldus (Frans) baron van Daele (Oostburg, 24 oktober 1947) is een Belgisch voormalig diplomaat en bestuurder. Hij was van 2013 tot 2017 kabinetschef van koning Filip. Zijn ambtelijke en diplomatieke loopbaan omspande ruim veertig jaar.

## Levensloop
Frans Van Daele werd in Zeeuws-Vlaanderen geboren als zoon van de Belg Daniël Louise Van Daele (1912-1990) en de Nederlandse Johanna Allegonda Dekkers (1914-1997), geboren in Wouw als dochter van een landbouwer met als een van de voornamen Rumoldus waarna Van Daele werd vernoemd. Op twaalfjarige leeftijd verhuisde hij naar Knokke en van 1967 tot 1970 studeerde hij Romaanse filologie en kunstwetenschappen aan de Katholieke Universiteit Leuven. Hij spreekt Nederlands, Frans, Engels, Duits en Italiaans. Van Daele is gehuwd met Chris Deroover en heeft twee dochters en een zoon. Hij is een schoonbroer van Eric Kirsch, CVP- en CD&V-kabinetschef, topambtenaar en gemeenteraadslid die hem bij de CVP introduceerde.

### Diplomatieke carrière
In zijn carrière in de diplomatie was Van Daele onder meer ambassadeur in Italië en de Verenigde Staten, vertegenwoordigde hij België bij de Europese Unie, de Veiligheidsraad van de Verenigde Naties en de Noord-Atlantische Verdragsorganisatie en was hij kabinetschef van meerdere ministers van Buitenlandse Zaken. Van 2010 tot 2012 was hij kabinetschef van Herman Van Rompuy, voorzitter van de Europese Raad, en sloot daarmee zijn carrière af. Met Van Rompuy had hij gedurende zijn hele carrière nauwe banden onderhouden, nadat ze elkaar begin jaren 1970 kort na Van Daeles studententijd hadden leren kennen. Ook politiek onderhield hij goede betrekkingen met de CVP, de latere CD&V, maar hij werkte ook samen met politici van andere ideologieën. Van Daele wordt algemeen gezien als een man die achter de schermen compromissen uitwerkte, met een scherp oog voor uitvoerbaarheid. De diplomaat werkte zo mee aan het Verdrag van Amsterdam (1997), het Verdrag van Nice (2001) en de Verklaring van Laken (2001), die leidden tot het Verdrag van Lissabon (2007). Van Daele ging in 2012 met pensioen als ambtenaar in diplomatieke dienst voor het ministerie van Buitenlandse Zaken.
Op 22 juli 2013 werd hij aangesteld als kabinetschef van koning Filip. De voormalige diplomaat beschikt over een uitgebreid internationaal contactennetwerk. Door die nieuwe functie moest hij zijn pas verkregen mandaat in de raad van bestuur van materiaaltechnologiegroep Umicore opgeven. Hij beëindigde zijn opdracht als kabinetschef van de koning na de zomer van 2017 en werd door Vincent Houssiau opgevolgd.
In 2022 werd hij op 75-jarige leeftijd Speciale Gezant ter promotie van de vrijheid van religie of geloof buiten de EU, een functie onder Margarítis Schinás, Eurocommissaris voor de promotie van de Europese levenswijze. Zijn rol daarin is om dialogen op te starten met onder meer overheden in staten waar discriminatie op basis van religie plaatsvindt, aangevuld met acties voor deradicalisering en tegen extremisme in landen buiten de EU.
Een overzicht van zijn ambtelijke en diplomatieke functies:
- 1971-1973: medewerker van Étienne Davignon, directeur-generaal Politieke Zaken bij het ministerie van Buitenlandse Zaken
- 1973-1977: lid van de permanente vertegenwoordiging bij de Europese Gemeenschap
- 1977-1981: eerste secretaris in Athene (Griekenland)
- 1981-1984: lid van de permanente vertegenwoordiging bij de Europese Gemeenschap
- 1984-1986: woordvoerder van het ministerie van Buitenlandse Zaken onder Leo Tindemans (CVP)
- 1986-1989: ambassadeur in Rome (Italië)
- 1989-1993: plaatsvervangend permanent vertegenwoordiger bij de Verenigde Naties
- 1991-1992: vertegenwoordiger in de Veiligheidsraad van de Verenigde Naties
- 1994-1997: directeur-generaal Politieke Zaken van het ministerie van Buitenlandse Zaken onder Willy Claes, Frank Vandenbroucke en Erik Derycke (SP)
- 1997-2002: permanent vertegenwoordiger bij de Europese Unie
- 2002-2006: ambassadeur in Washington (Verenigde Staten)
- 2007-2009: permanent vertegenwoordiger bij de Noord-Atlantische Verdragsorganisatie
- 2009: kabinetschef van minister van Buitenlandse Zaken Yves Leterme (CD&V)
- 2009-2012: kabinetschef van Herman Van Rompuy, voorzitter van de Europese Raad
- 2013-2017: kabinetschef van koning Filip
- 2022-heden: Speciale Gezant ter promotie van de vrijheid van religie of geloof buiten de EU

### Overige activiteiten
Na zijn diplomatieke pensioen in 2012 werd Van Daele lid van de raad van bestuur van materiaaltechnologiegroep Umicore. In juli 2013 legde hij dit mandaat neer aangezien dit niet verantwoordelijk was met zijn nieuwe functie als kabinetschef van de koning. Ook was hij adviseur voor consultant Deloitte.
Naast zijn professionele bezigheden is Van Daele bestuurder van de Katholieke Universiteit Leuven. Tevens is hij sinds 2008 voorzitter van Alumni Lovanienses. Verder is of was hij:
- lid van de adviesraad van het Itinera Institute
- lid van het strategisch comité van het European Policy Centre
- bestuurder van de Muziekkapel Koningin Elisabeth
- bestuurder van het Fonds Baillet Latour (2012–)
- bestuurder van de Arenberg Stichting
- bestuurder van de American European Community Association
- lid van de Fondation Jean Monnet
- lid van de adviesraad van de denktank Friends of Europe
- lid van de adviesraad van New Pact for Europe (2013-2015)

In juni 2021 werd Van Daele verkozen tot voorzitter van de Vereniging van de Adel van het Koninkrijk België. Hij was al sinds enkele jaren lid van de raad van bestuur van deze vereniging.
Hij geeft lezingen over buitenlandse betrekkingen, Europese integratie en macro-economische en financiële ontwikkelingen, werkte mee aan verschillende onderzoeksprojecten inzake Belgisch en Europees buitenlands beleid en gaf colleges aan de universiteiten van Antwerpen, Brussel, Gent en Leuven, het Europacollege in Brugge en Natolin, de universiteiten van Maastricht en Leiden in Nederland en de Stanford-universiteit in de Verenigde Staten. Hij was tevens Distinguished Fellows van de Johns Hopkins-universiteit in de Verenigde Staten.

## Onderscheidingen
In 2003 werd Van Daele erfelijke adel verleend met de persoonlijke titel van baron. Zijn wapenspreuk luidt Constans dum volvitur. In 2006 werd de titel erfelijk op al zijn afstammelingen, na zijn overlijden, terwijl de titel in mannelijke lijn na hun overlijden zal overgaan op de volgende generatie. Dit betekent dat zijn dochters nu nog jkvr. zijn en na het overlijden van hun vader barones worden; zij zullen de titel niet verder kunnen overdragen op eventuele kinderen. Zijn zoon, nu nog jhr., wordt na het overlijden van zijn vader baron; diens kinderen zijn nu nog jhr. en jkvr. maar worden na het overlijden van hun vader baron en barones, terwijl de zoon de titel van baron en barones verder kan overdragen op zijn kinderen.
Op 2 november 2017 benoemde koning Filip hem tot minister van staat voor "de uitmuntende diensten die hij aan vorst en vaderland heeft bewezen".
Van Daele is erelid van de mannenclub Cercle Gaulois.

### Eretekens
- België Grootofficier in de Kroonorde
- België Grootofficier in de Orde van Leopold II
- Grootofficier in de Orde van de Feniks
- Grootofficier in de Orde van Eer
- Grootofficier in de Orde van Verdienste
- Commandeur in de Orde van de Azteekse Adelaar